# Kinas sociale pointsystem
Kinas sociale pointsystem eller det social pointsystem (kinesisk: 社会信用体系; pinyin: shèhuì xìnyòng tǐxì) er et national omdømme-system, der bliver udviklet af Kinas regering. Det blev igangsat i 2014 og i 2020 er det meningen at det skal være standardiseret til bedømmelse af indbyggere og virksomheders økonomiske og sociale omdømme eller "social point".
Det vil være ét samlet system for hele landet, og der vil være en enkelt social score for hver indbygger og virksomhed i landet. Systemet betragtes som en form for masseovervågning, der benytter ansigtsgenkendelse og big data analyseteknologi. I 2019 blev det estimeret at 200 millioner overvågningskameraer på regeringens "Skynet" var blev opsat i Fastlandskina, og otte kinesiske byer var blandt verdens ti mest overvågede byer. Det er forventet, at antallet af overvågningskameraer vil omfatte 626 millioner enheder i 2020, når det sociale pointsystem er fuldt udrullet.
I 2018 var der var der allerede lavet restriktioner i nogle byer som, de statsejede medier beskrev som de første trin i arbejdet med at etablerede et nationalt socialt pointsystem. I november 2019 omfattede de officielle lister af ting som gav en negativ score i nogle byer, udover uærligt og uredelig økonomisk opførsel, også at spille høj musik eller spise i undergrundsbanen, overtrædelse af færdselsregler som bl.a. fumlegængeri og ikke at overholde røde lys, at foretage reservationer på hoteller og restauranter uden at møde op, ikke at lave korrekt affaldssortering, snyd med andre personers offentlig rejselegitimation, og andet. På listen over adfærd som gav positiv score var bloddonation, donations til velgørenhed og frivilligt arbejde for samfundet.
Ifølge den nationale kommission for udvikling og reform i Kina var der i juni 2019 blevet annulleret 26,82 millioner flybilletter samt 5,96 millioner togbilletter til højhastighedsbane på baggrund af, at personer var blevet dømt til at være "utroværdige (失信)" (på en blackliste) og 4,37 "utroværdige" personer havde valgt at opfylde deres pligter, som loven krævede. Generelt tager det 2-5 år at blive af-blacklistet, men det er muligt at komme af listen tidligere, hvis der er blevet gjort nok for at afhjælpe tidligere synder. Visse personlige informationer på blacklistede personer er med vilje gjort tilgængelige for offentligheden, og de kan tilgås online samt på flere offentlige steder som biografer og busser, mens nogle byer har forbudt børn af "utroværdige" indbyggere at gå på private skoler og sågar universiteter. En høj social score kan til gengæld udløse belønninger så som kortere ventetid på hospitaler og offentlige instanser, rabat på hoteller, større sandsynlighed for at få jobtilbud osv.
E
Støtter af det sociale pointsystem påstår, at systemet hjælper med at regulere social adfærd, at forbedre livskvaliteten og fremme traditionelle moralske værdier, mens kritikere af system påstår at det overtræder retssamfund og krænker retten til privatliv samt personlig værdighed, og at systemet kan blive et værktøj for omfattende overvågning for regeringen.